# Murtala Muhammed nemzetközi repülőtér
A Murtala Muhammed nemzetközi repülőtér (IATA: LOS, ICAO: DNMM) Nigéria egyik nemzetközi repülőtere, amely Ikeja és Lagos közelében található. Éves utasforgalma 6 235 266 fő (2017).

## Futópályák
A repülőtér futópályái:
- 18R/36L (3900 m, 60 m, aszfalt)
- 18L/36R (2743 m, 45 m, aszfalt)

## Forgalom
Az utasforgalom az elmúlt években az alábbi módon változott:
| Utasok száma | 3 817 338 | 4 162 424 | 5 644 572 | 6 273 545 | 6 879 286 | 7 374 507 | 6 694 747 | 6 235 266 | 7 496 318 | 5 689 234 |
|              | 2005      | 2007      | 2009      | 2010      | 2012      | 2014      | 2016      | 2017      | 2019      | 2021      |